# كاثرين والاس
كاثرين والاس (بالإنجليزية: Kathryn Wallace)‏ هي كاتِبة أمريكية، ولدت في 9 يونيو 1975 في يوركتاون ‏ في الولايات المتحدة.